# La spiaggia (film 1954)
La spiaggia è una commedia drammatica del 1954 diretto da Alberto Lattuada.

## Trama
Decisa a recarsi in Liguria con la figlioletta Caterina per una breve vacanza estiva, Anna Maria Mentorsi, sul treno che la conduce verso la località di Terrazzi, viene convinta da un simpatico signore, che si rivelerà essere Silvio, sindaco di Pontorno, a non scendere a Terrazzi, bensì ad alloggiare in un elegante hotel di Pontorno.
Creduta una vedova perbene, è dapprima accettata dalla buona società, dagli altri clienti dell'Hotel Palace e dai frequentatori del relativo stabilimento balneare, ma quando si scopre il suo mestiere di prostituta, le si fa il vuoto intorno. Il sindaco Silvio cerca di aiutarla, ma non ha potere sufficiente per contrastare l'ipocrisia ed il perbenismo dei suoi concittadini. L'unica soluzione per Anna Maria sembra quella di accompagnarsi all'anziano miliardario locale Chiastrino, invidiato ed adulato da tutti, che le offre disinteressatamente la sua solidarietà.

## Produzione

### Sceneggiatura
Il soggetto del film prendeva spunto da un fatto vero, accaduto agli albori degli anni cinquanta in una spiaggia raffinata di Alassio, nella Liguria di ponente. Alcuni villeggianti avevano riconosciuto in una frequentatrice dello stabilimento balneare una prostituta, che quindi era stata ripudiata, evitata come se fosse un'appestata, dai vicini di ombrellone e di cabina. Qualcuno, forse lo stesso Lattuada o il produttore Goffredo Lombardo della Titanus, venne a conoscenza di questo potenziale soggetto, il quale finì quindi nelle mani di Rodolfo Sonego. Almeno questa è una delle versioni della storia. Sonego, che era un simpatico "contaballe", ne raccontò una volta una variante, assai poco attendibile, che vedeva proprio lui in persona incontrare ad Alassio la vera protagonista della vicenda, in lacrime, alla quale lo sceneggiatore prometteva: «Vedrai, ti vendicherò. Scriverò un film sulla tua storia!».
La prima versione del soggetto s'intitolava L'isola, giacché in un primo momento Sonego aveva pensato di ambientare la storia sull'isola di Ischia (anche perché, inizialmente, il film avrebbe dovuto essere prodotto da Rizzoli, che stava molto investendo sul turismo dell'isola). Poi però, non se ne fece nulla, e il tutto passò nelle mani di Alberto Lattuada, che decise di andare a girarlo nella Liguria di ponente, in provincia di Savona, una trentina di chilometri di distanza dal paese (Alassio) dove era avvenuto il fatto che aveva ispirato il copione. Va inoltre puntualizzato che il film fu quasi interamente scritto da Sonego (con la sotto citata collaborazione di Spaak per alcune battute), giacché gli altri due sceneggiatori accreditati, Lattuada e Luigi Malerba, ben poco si occuparono dello script.
Alla sceneggiatura collaborò anche Charles Spaak, famoso sceneggiatore d'oltralpe, padre di Catherine Spaak. Istituzione del cinema francese dell'epoca, Spaak si limitò ad impreziosire il copione con alcune battute aforistiche. Come quella che pronuncia Chiastrino dopo aver premiato, nella sequenza della gara di castelli di sabbia, il castello di Caterina: «È il meno bello... Ma i bambini debbono abituarsi all'ingiustizia... e il più presto possibile!». Sonego si ricorderà di questa battuta quando scriverà la sceneggiatura di un altro film, Il vigile con Alberto Sordi, e la riutilizzerà a suo modo: nella scena del processo che contrappone il vigile Otello Celletti (Alberto Sordi) al sindaco (Vittorio De Sica), Otello compie un vigliacco voltafaccia ritrattando quanto aveva sino ad allora sostenuto. Suo figlio commenta: «Però è un'ingiustizia...», e la madre (Marisa Merlini) aggiunge: «È meglio che t'abitui da piccolo alle ingiustizie, perché poi da grande, non te c'abitui più».
La spiaggia fu inoltre uno dei primissimi film in Ferraniacolor, ossia a colori. Mario Craveri, il direttore della fotografia, fece dei piccoli miracoli di tecnica con un sistema di colore che era tutt'altro che facile da usare. Alcune sequenze furono addirittura girate di notte - per evitare curiosi e turisti - utilizzando enormi riflettori che funzionavano con gruppi elettrogeni ed emettevano una luce di tipo solare. Curiosamente, quando la Rai ha trasmesso il film, ha mandato in onda per vari anni una copia in bianco e nero.

### Cast
Martine Carol era all'epoca una delle attrici francesi più in voga; in precedenza interpretò eroine quali Caroline Chérie e Lucrezia Borgia. Ne La spiaggia viene doppiata da Dhia Cristiani.
Oltre ad attori noti come la Carol, Raf Vallone, Mario Carotenuto, Valeria Moriconi, Carlo Romano, Enrico Glori, Clelia Matania ed altri, nel film vi sono alcune curiose presenze - come il regista Marco Ferreri in un piccolo ruolo, e molti interpreti sconosciuti. Il misterioso "Carlo Bianco", per esempio, era in realtà un nobile decaduto, Wassili D'Angiò (1887-1971) che adottò appunto tale pseudonimo (anche se poi, nei titoli di testa, Lattuada fece mettere entrambi i nomi, sia Carlo Bianco che Wassili D'Angiò, generando una certa confusione e facendo così pensare che fossero due attori distinti, quando invece si trattava della stessa persona).

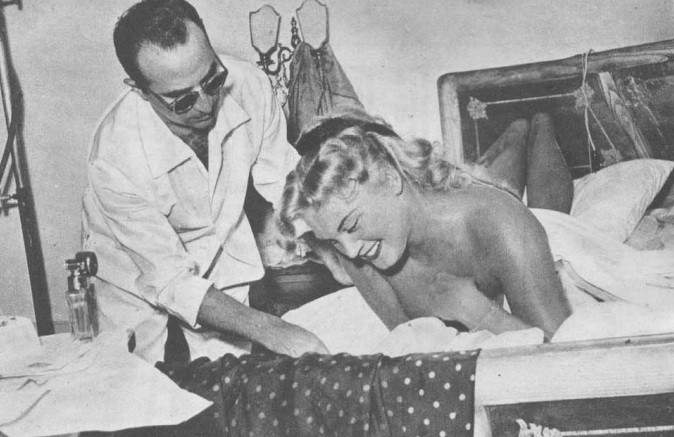
Il regista Lattuada e una comparsa del film

L'anziano pescatore di Varigotti "Maso" (Tommaso "Maso" Cerisola 1871-1964) non era neppure lui un attore professionista, ma piuttosto un personaggio caratteristico del luogo. Anche il cameriere coi baffetti e il bagnino erano un vero cameriere dell'Hotel Palace (Giovanni Gianni Bonasera) e l'effettivo bagnino (Ugo Garzoglio) dello stabilimento balneare antistante l'hotel. Anita Giudice Bertolotto era cameriera ai piani del Palace, i fratelli Franco e Placido Uberto (bar Sirio), Vincenzo Esposito, in realtà un agente municipale a Spotorno, nel film appare in veste di appuntato dei carabinieri. Riguardo la partita a pallone giocata dietro l'Esperia: il protagonista Raf Vallone in gioventù fu un calciatore professionista. Nella scena in cui a causa del diluvio i bagnanti si rifugiano al Sirio, a lanciare l'acqua furono chiamati i pompieri.

### Riprese
Escludendo la sequenza iniziale girata nella stazione centrale di Milano, va precisato che in Liguria non esiste alcun paese chiamato "Pontorno" o "Terrazzi": Lattuada ha creato un paese rivierasco di pura fantasia, che ha chiamato "Pontorno" (nome tratto dalla reale Spotorno), assemblando col montaggio scorci di alcune cittadine balneari della provincia di Savona: Spotorno, Finale Ligure, Varigotti e Noli. 
La pellicola venne girata nell'estate del 1953, in 82 giorni di riprese.

## Distribuzione
La pellicola venne distribuita nelle sale cinematografiche italiane il 25 febbraio 1954.
Nel 2001 il film è stato restaurato e parzialmente restituito alla bellezza degli originali colori Ferrania.
Titoli e date di distribuzione all'estero:
- Austria: Der Skandal, 1954
- Germania Ovest: Der Skandal, 1954
- Francia: La pensionnaire, 24 aprile 1954
- Stati Uniti d'America: Riviera, data non disponibile
- Regno Unito: The Beach, 1955
- Portogallo: A Intrusa, 2 febbraio 1955
- Svezia: Gatflickan i societeten, 19 novembre 1956
- Belgio: La pensionnaire, data non disponibile
- Grecia: I axioprepis amartoli, data non disponibile
- Argentina: La playa, data non disponibile
- Polonia: Na plazy, data non disponibile

### Home video[8]
- Uscito a suo tempo in VHS (Mondadori video, 1991)
- In data 31 agosto 2011 edito in DVD per l'etichetta 01 Distribution.

## Accoglienza

### Critica
Ha detto il regista Lattuada a proposito del film:
Il film è stato poi selezionato tra i 100 film italiani da salvare.